# E-volution Elektromobilitätskonzepte
Die e-volution Elektromobilitätskonzepte GmbH ist ein Kraftfahrzeughersteller aus Stainz (Österreich), der das zweisitzige Elektrofahrzeug Jetflyer produziert und vertreibt.

## Struktur
Neben einem Vertriebsbüro in Berlin unterhält das Unternehmen außerdem eine Tochtergesellschaft in Abu Dhabi.

## Jetflyer

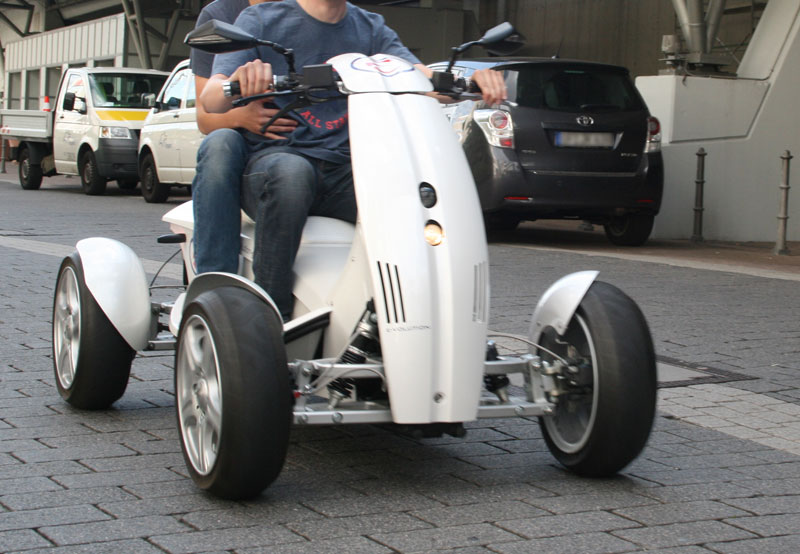
Jetflyer auf der IAA 2011

Der Jetflyer wurde von i-Tec Styria entwickelt und wird von e-volution international vertrieben, wobei sich der Verkauf zunächst auf die Vereinigten Arabischen Emirate konzentrierte, wo die Polizei von Dubai  drei Jetflyer zur Verkehrsüberwachung im Einsatz hat und auch in Abu Dhabi. 500 Jetflyer sollen von der Polizei Dubai bereits bestellt sein.
Die Österreichische Post AG erkannte das Potential des Fahrzeuges und hat nach längeren Tests bereits 60 Jetflyer im täglichen Zustelldienst. In enger Zusammenarbeit mit der Post entstand die aktuelle Cargo-Jetflyer Variante, die in der Einsitzer Ausführung mit Boxaufbauten über 300 kg Nutzlast befördern kann. Das Fahrzeug wird in Deutschland produziert und besteht zu 95 % aus Komponenten, die in Österreich und Deutschland gefertigt werden. 

### Antrieb
Der Jetflyer in der aktuellen L6E Variante verfügt über zwei Radnabenmotoren mit einer Leistung von insgesamt 4 kW, welche die zwei Räder der Hinterachse antreiben. Das maximale Drehmoment beträgt 160 Nm. Die Höchstgeschwindigkeit liegt bei 50 bis 80 km/h.
Eine wesentlich stärkere L7E Version ist bereits im Test und wird Mitte 2018 in die Modellpalette aufgenommen. 

### Fahrwerk und Karosserie
Die Abmessungen sind mit 1800 mm × 1180 mm × 970 mm sehr kompakt. Das Gewicht des Fahrzeugs beträgt etwa 200 kg. Das Fahrwerk gilt als sehr belastbar und extrem kippstabil. Der niedrige Schwerpunkt trägt maßgeblich dazu bei, dass das Fahrzeug nicht umzuwerfen ist. Durch Einzelradnabenmotoren anstatt einer Achse mit starrem Durchtrieb (die bei nahezu allen Quads verwendet wird) ist die Kurvenlage gut.

### Energiespeicher
Der Akkumulator basiert auf der LiFePO-Technologie. Bei einem Verbrauch von ungefähr 3 kWh/100 km hat der Jetflyer eine Reichweite von 130 km. Die Ladezeit des Akkumulators beträgt 1,5 Stunden. Wechselbare Li-Ion Akkus sind bereits im Test und werden zusammen mit einer neuen leistungsfähigeren Motorsteuerung ab Anfang 2018 den aktuellen E-Drive ablösen. 

### Kritik
Der Preis soll etwa 9.500 Euro betragen und ist damit im Vergleich zu einem Quad mit Verbrennungsmotor relativ hoch.